# Französisches Fenster

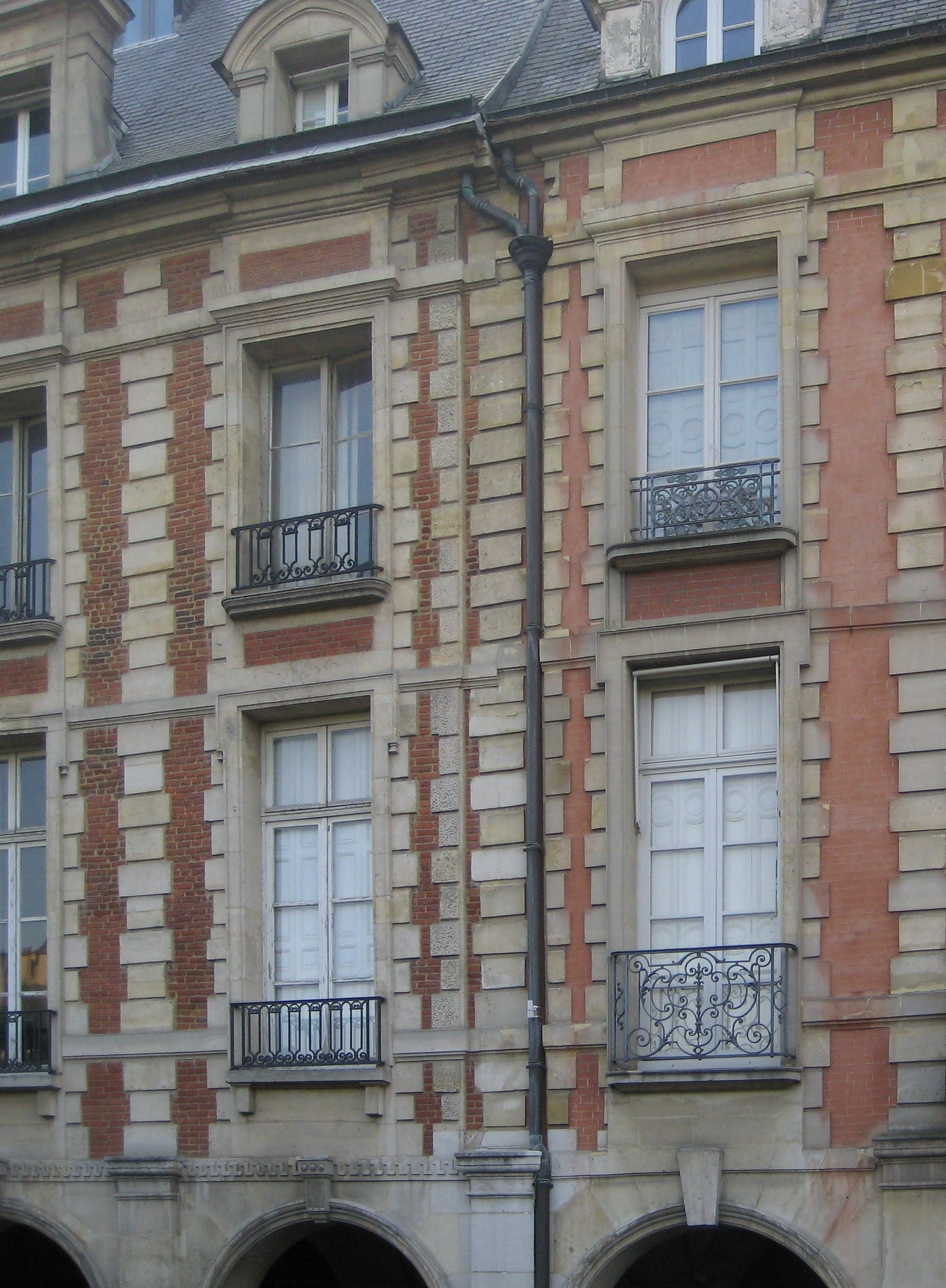
Französische Fenster (Place des Voges, Paris), 17. Jahrhundert

Ein Französisches Fenster ist eine besonders in Frankreich anzutreffende Fenstertür als Zwischenform von Fenster und Tür, also ein bis oder fast zum Boden reichendes, hochrechteckiges Fenster. Im engeren Sinne charakteristisch für französische Fenster ist in Obergeschossen die Kombination mit einem Geländer: Solche Fenstertüren ohne regelrechte Balkone weisen nur Schmuckgeländer als Absturzsicherung auf. Verwendet wird hierfür auch der Begriff französischer Balkon.
Im weiteren Sinne wird heute im deutschsprachigen Raum jede Art des bodentiefen Fensters als französisches Fenster bezeichnet.

## Begriff
Der deutsche Begriff französisches Fenster ist relativ neu und bezeichnet die historische Herkunft aus der französischen Architektur. Verschiedentlich werden dementsprechend auch die Begriffe Pariser Fenster oder Fenêtre Haussmannienne verwendet. (Siehe Kapitel ‚Geschichte‘; vgl. im Englischen: french window.)
Deutsche Architekturtheoretiker des 18. Jahrhunderts gebrauchten u. a. den Begriff Geländer-Fenster.

## Funktion und Formen
Bodentiefe Fenstertüren vergrößern den Lichteinfall und ermöglichen repräsentativere Innenräume.
Französische Fenster zeichnen sich dadurch aus, dass sie trotz Bodentiefe einen nur angedeuteten Balkon haben. Ein Hinaustreten ist nicht wirklich möglich. Unterschieden werden können zwei Typen: Zum einen französische Fenster, aus denen man überhaupt nicht hinaustreten kann, da das Balkongeländer entweder in oder vor die Laibung montiert ist. Der andere Typ weist einen nur etwa eine Handbreite tiefen Balkon als Austritt auf, der auch als Balkon- oder Gesimsband die gesamte Fassade einfassen kann.
Alle Arten des französischen Fensters bedingen die Anbringung eines Geländers als Absturzsicherung, wobei man sich seit deren Erfindung an den Formen und Materialien traditioneller historischer Balkone orientierte: Für die Geländer kamen steinerne Balustraden und vor allem gusseiserne Gitter zur Anwendung. Historische Geländer waren zumeist Gegenstand individueller Bauzier und konnten bei Eisengittern besonders kunstvoll ausfallen.

## Geschichte
Der Ursprung des französischen Fensters liegt im französischen Repräsentationsbau der Barockzeit im 17. und 18. Jahrhundert mit vergrößerten Fensterformaten, wobei der vorgelagerte Balkon stilisiert nur angedeutet wurde.

Fenstertüren und französische Fenster im Repräsentationsbau des 17. und 18. Jahrhunderts
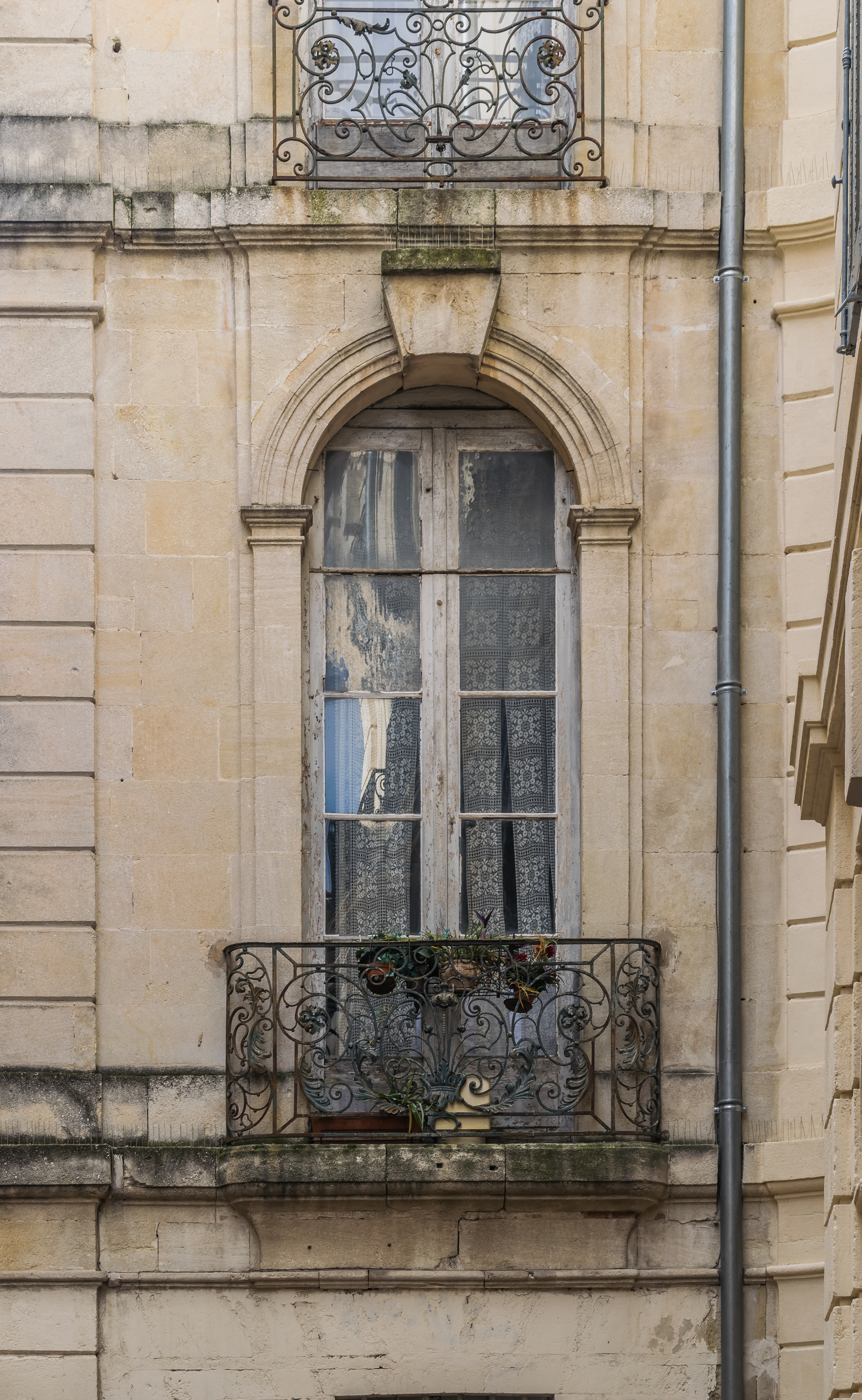
Französisches Fenster am Hôtel Meynier de Salinelles (Nîmes), 18. Jahrhundert
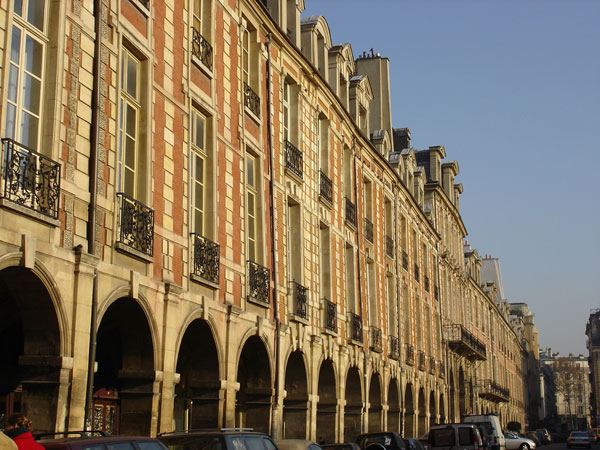
Französische Fenster an der Place des Voges (Paris), 17. Jahrhundert
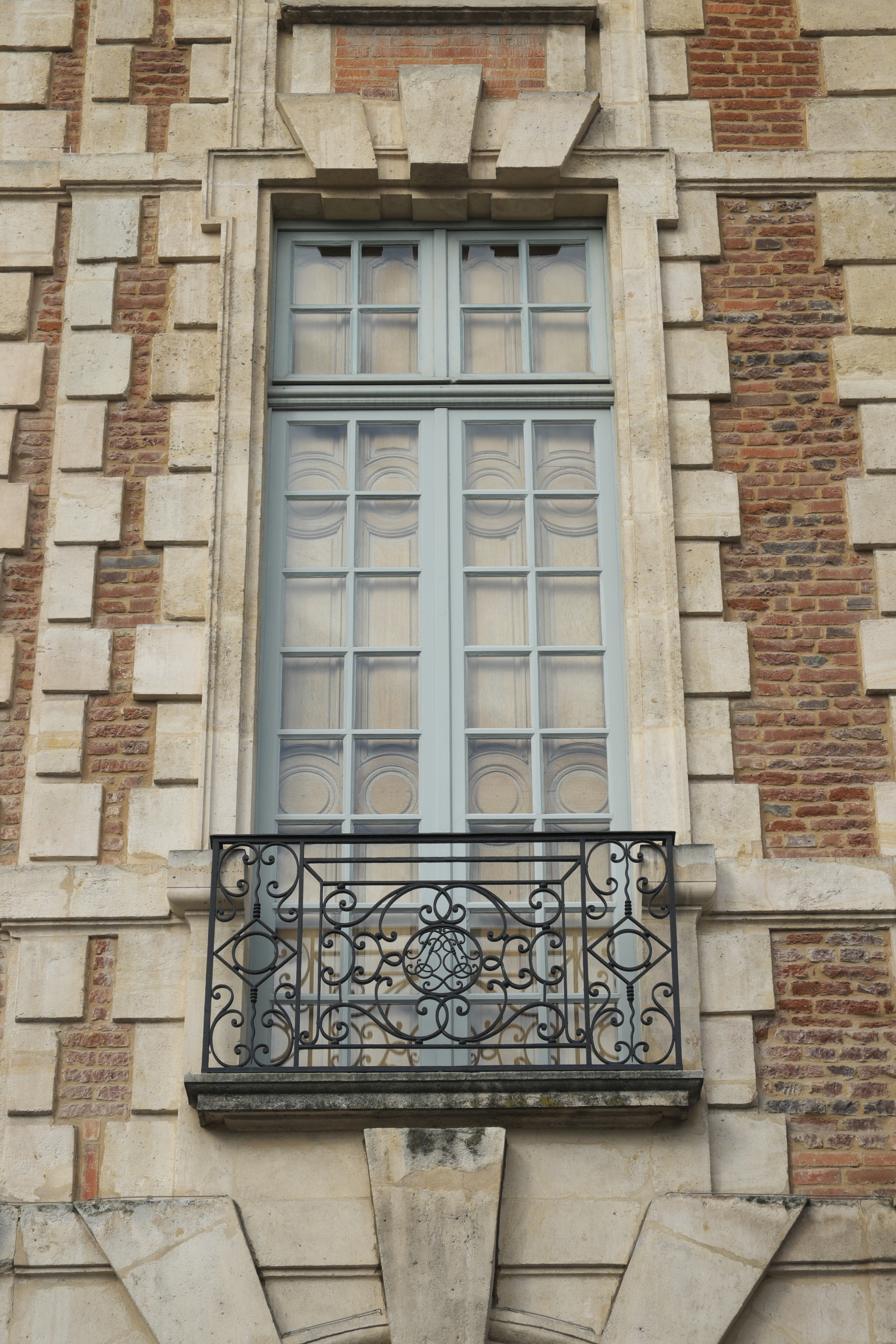
Französisches Fenster mit Ziergitter und Initialen, Place des Voges (Paris)
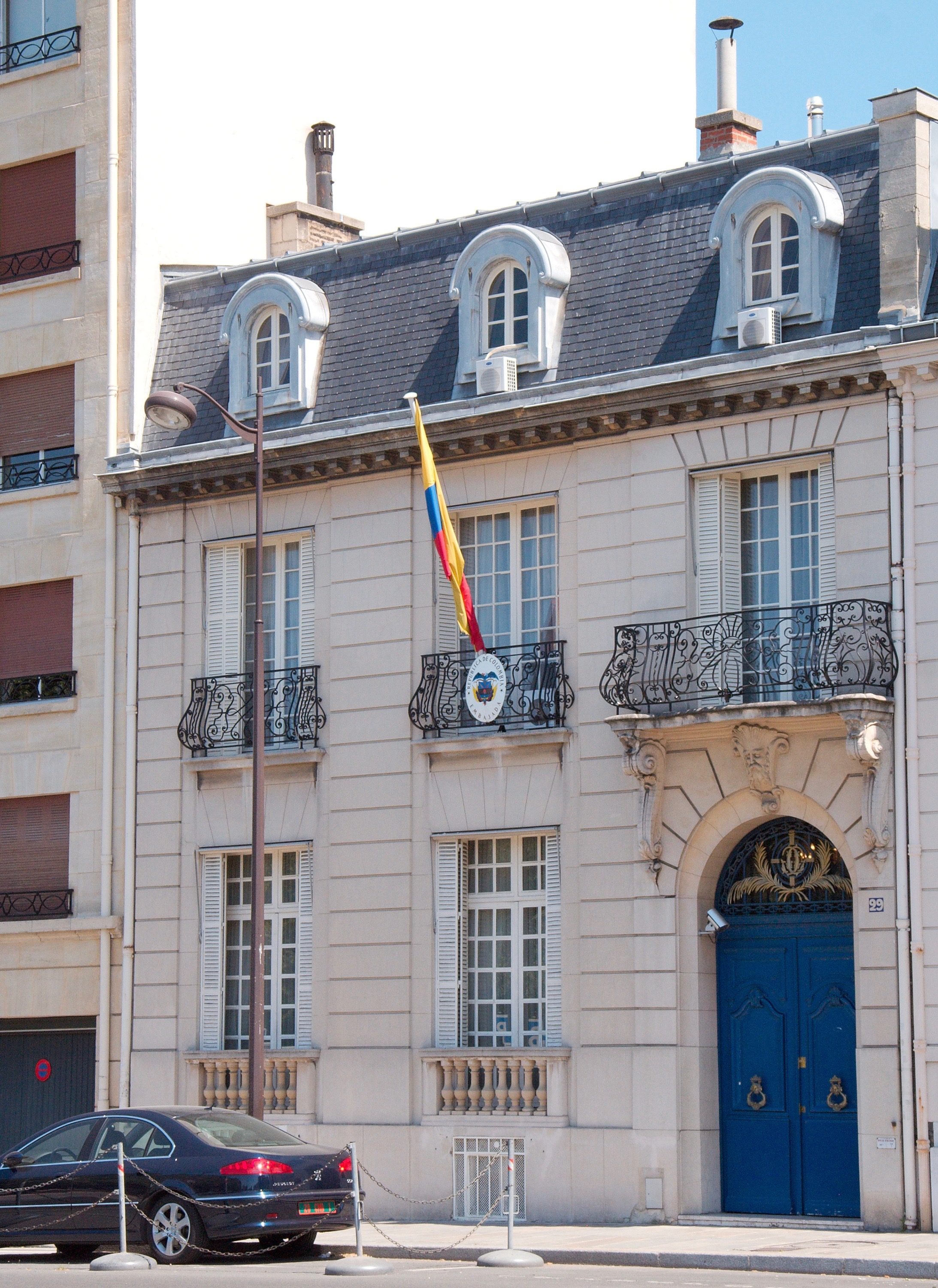
Vier französische Fenster mit Balustraden und Gittergeländern (Kolumbianische Botschaft, Paris)
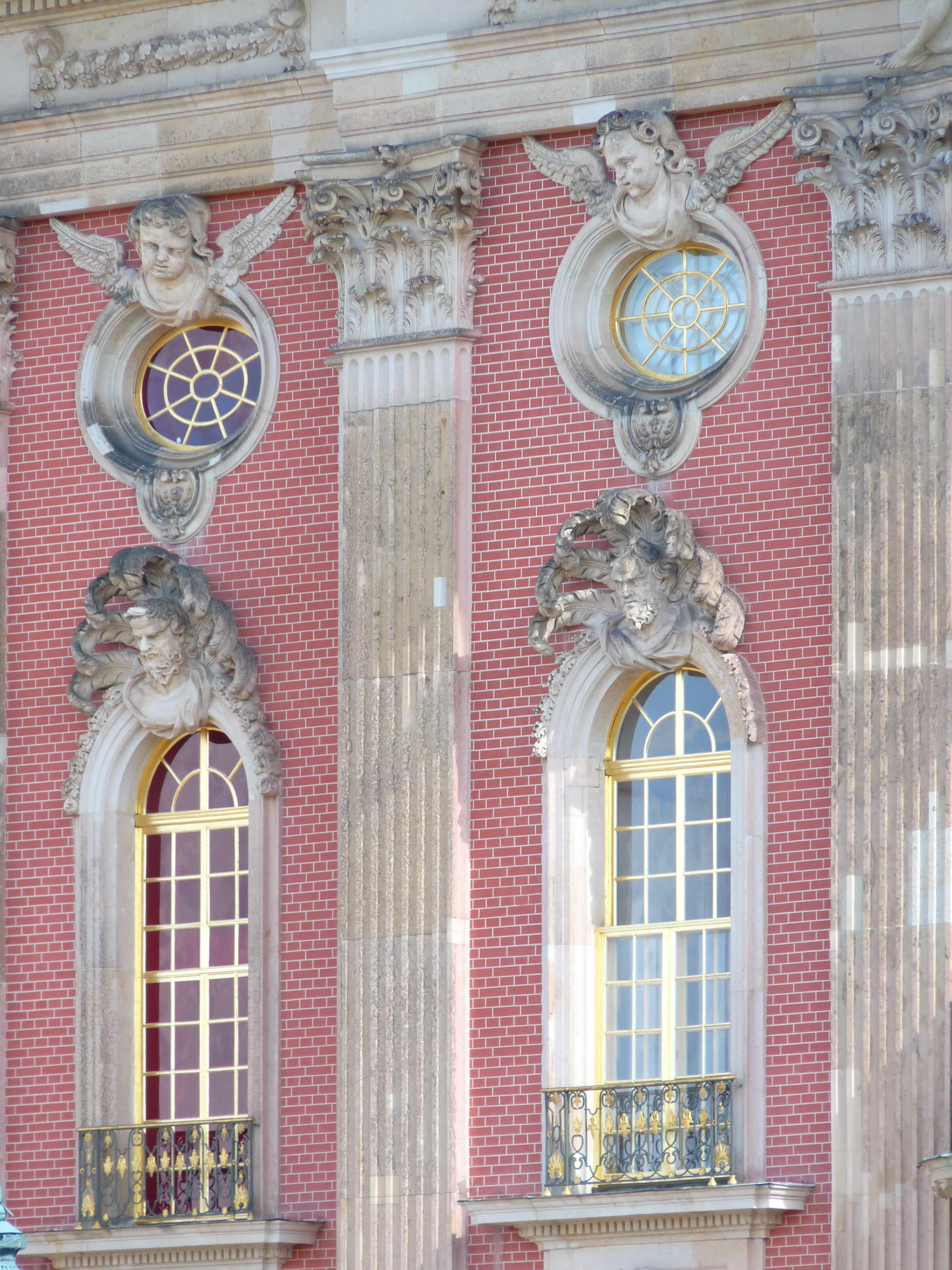
Französische Fenster am Neuen Palais (Potsdam-Sanssouci), 1763–1769
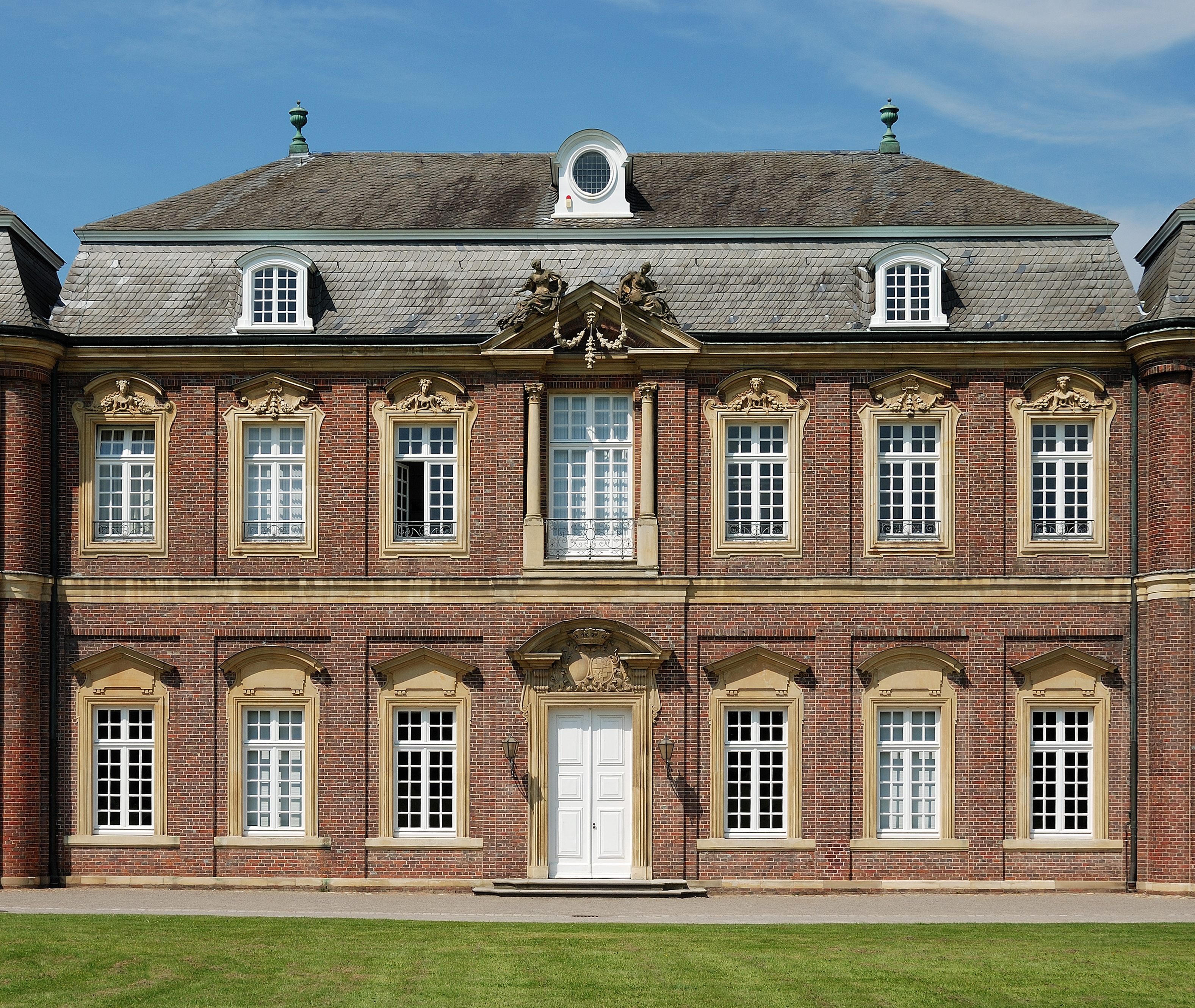
Französische Fenster in der Beletage der Orangerie von Schloss Nordkirchen (Münsterland), 1703–1734

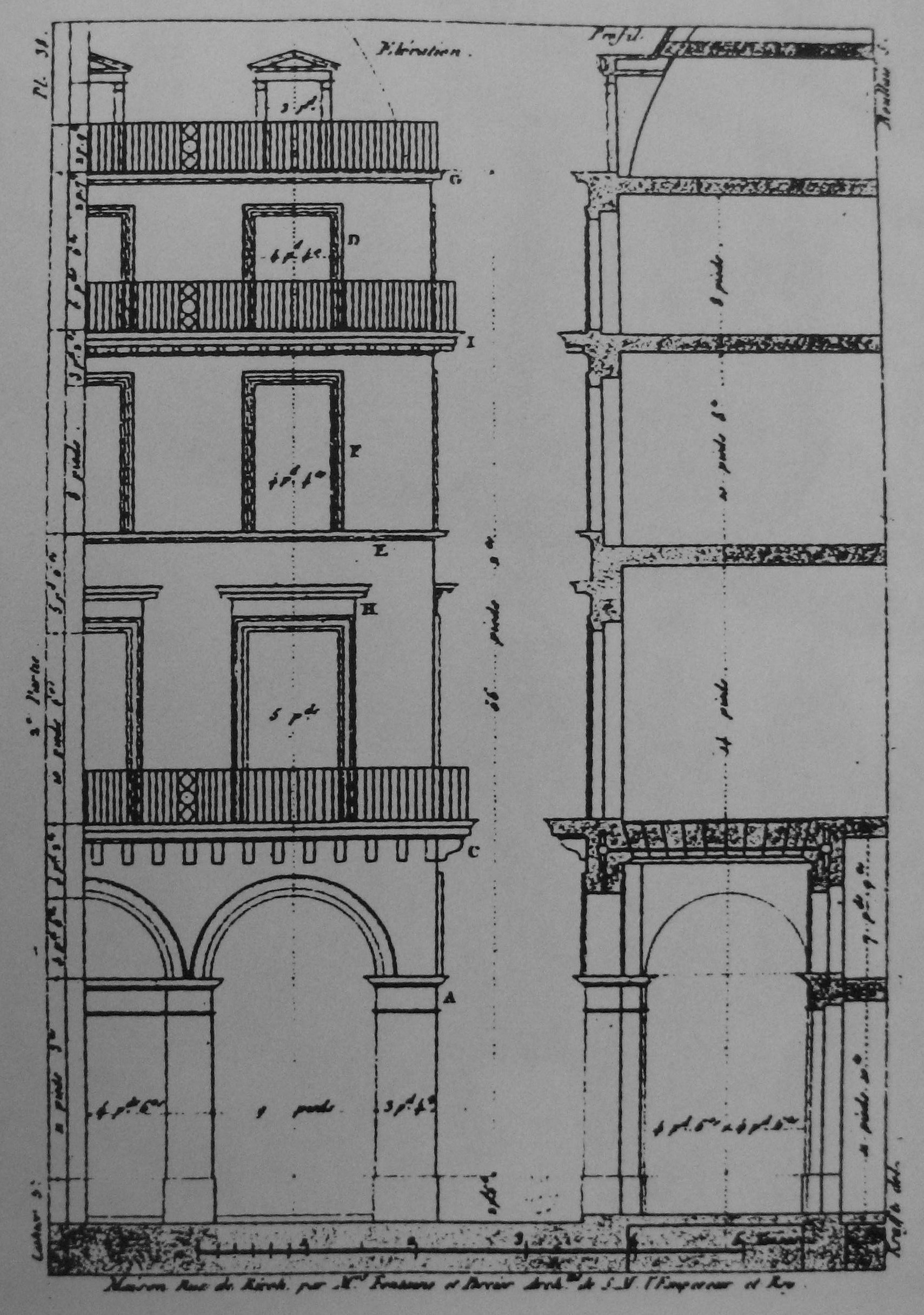
Französische Fenster im Fassadenaufriss und -schnitt für die Rue de Rivoli, Paris (Percier & Fontaine, 1803)

Eine bürgerliche Verbreitung und prägende Neuformung erfuhr das französische Fenster ab Mitte des 19. Jahrhunderts im monumentalen Stadtumbau der Hauptstadt Paris unter Georges-Eugène Haussmann. Beim Ersatz der engen Gassen durch breite Boulevards entstanden Geschosswohnbauten mit Typenfassaden und großen Fenstern, deren charakteristische Ausformung dann weltweit prägend und nachgebildet wurde. Bis zur Absetzung Haussmanns sollen etwa 40.000 Gebäude mit diesem Fenstertyp erbaut worden sein. Eine verbreitete Variante französischer Fenster der Haussmann-Zeit zeigt keine Einzelgeländer, sondern über die gesamte Fassadenbreite durchgehende Geländerbänder.

Gestaltungs- und Konstruktionsvorbilder lagen in der Zeit um 1800 u. a. bei Pariser Wohnhausfassaden der Rue de Rivoli, entworfen von den Architekten Carles Percier und Pierre-François-Léonard Fontaine.

Französische Fenster des 19. Jahrhunderts in Paris
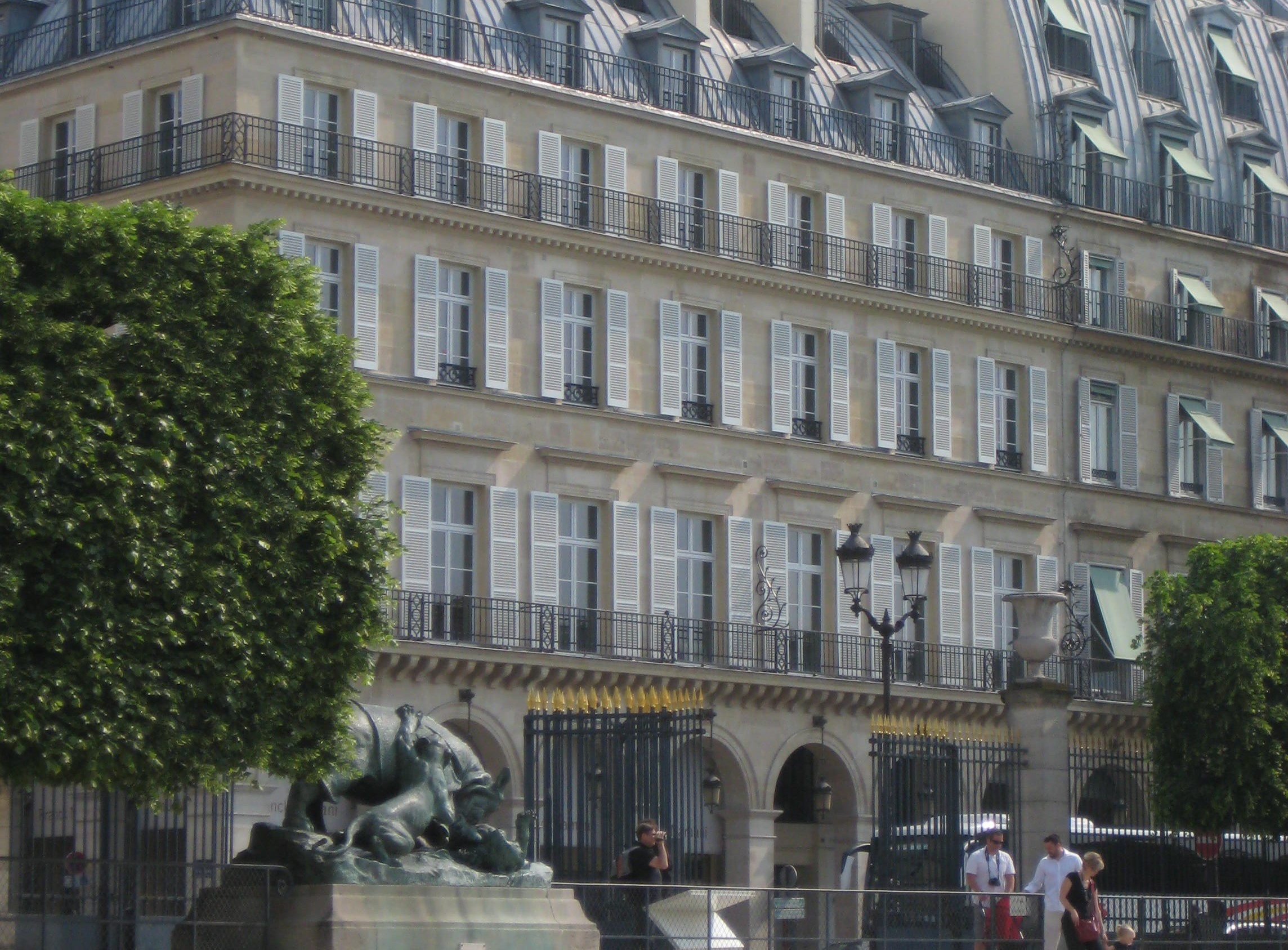
Französische Fenster mit eisernen Geländerbändern (Paris)
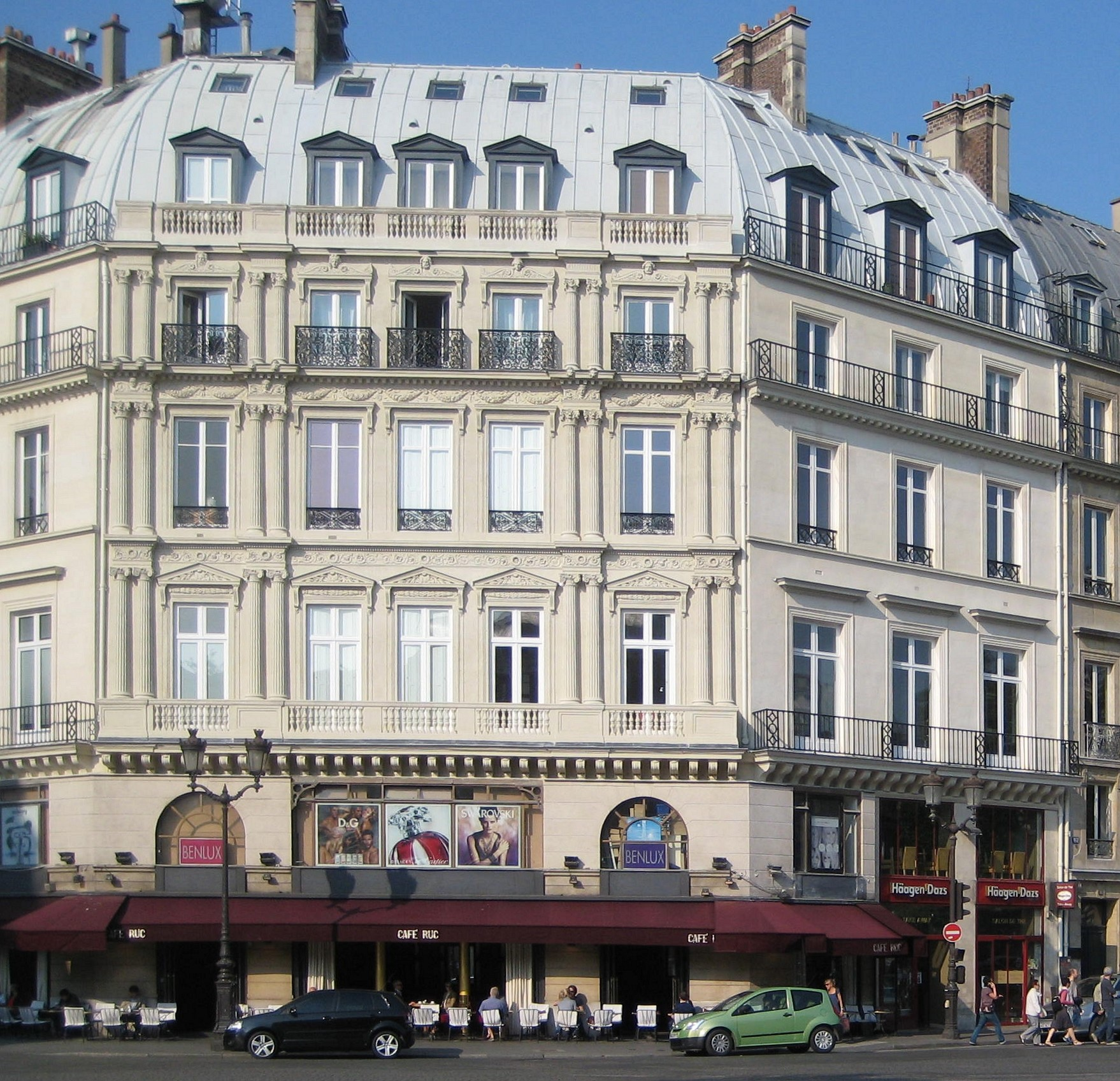
Französische Fenster mit Eisengeländern und Balustraden (Paris)
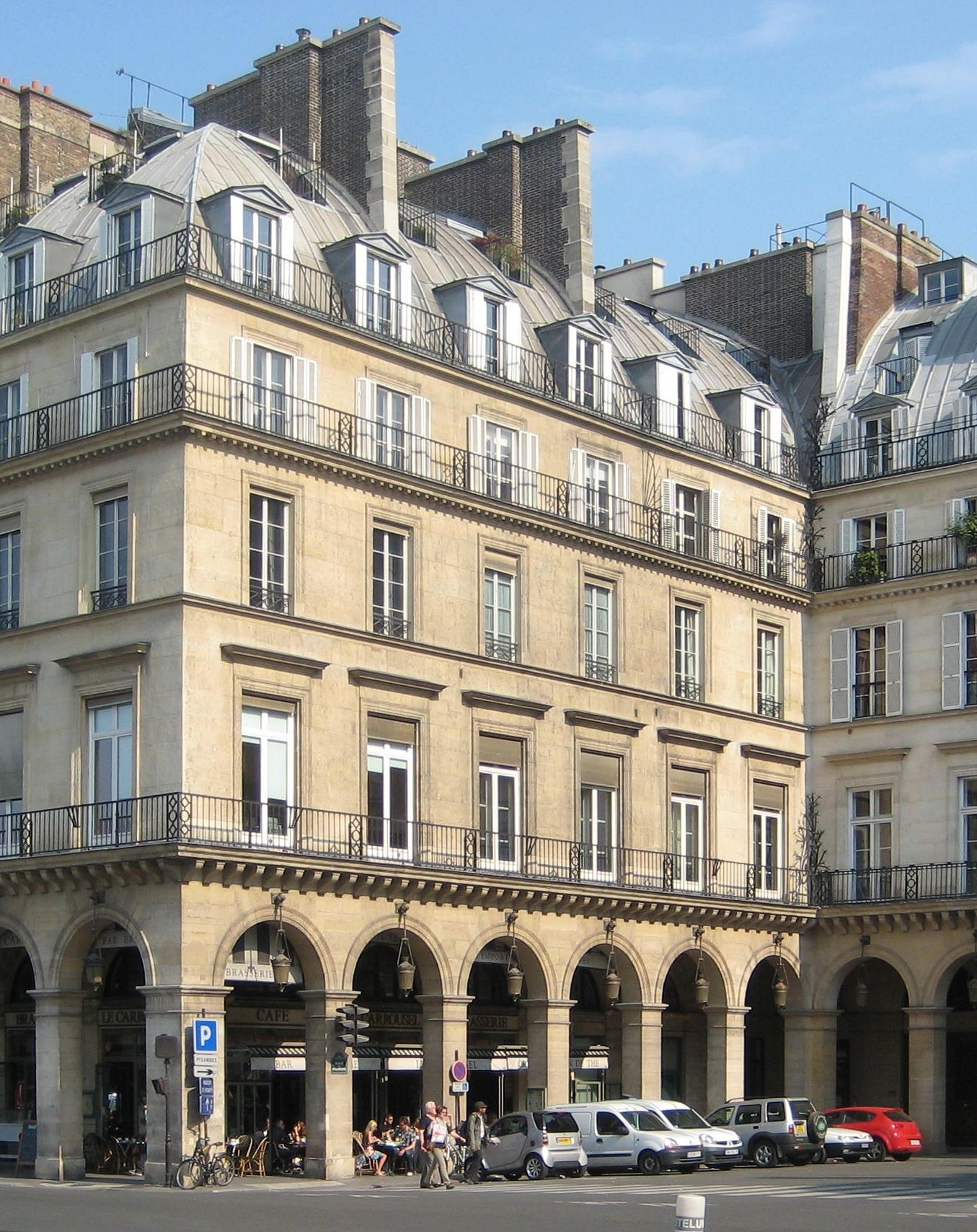
Französische Fenster (Paris)
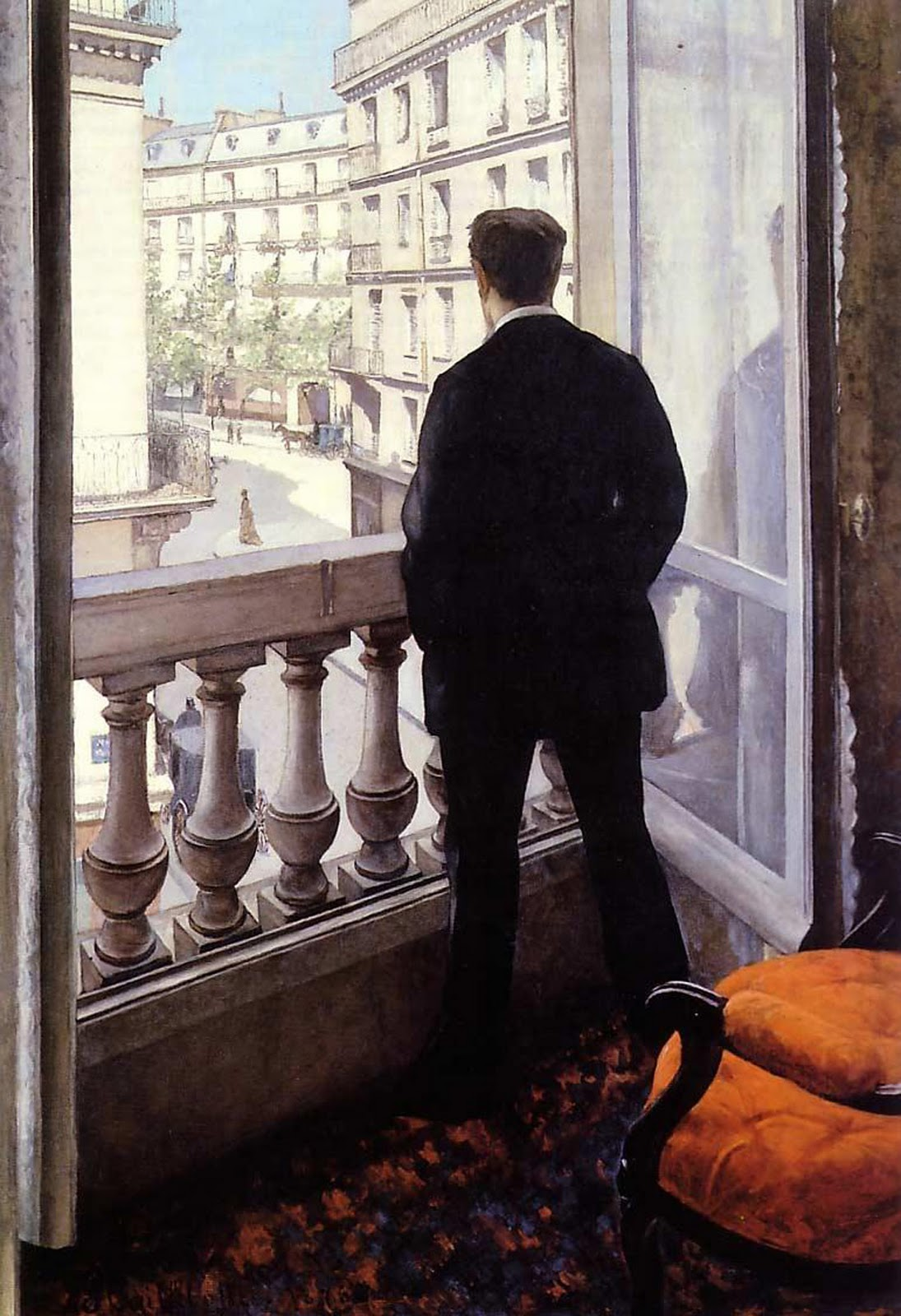
Innenansicht eines Französischen Fensters mit Balustrade in Paris (Gemälde Junger Mann am Fenster von Gustave Caillebotte, 1876)
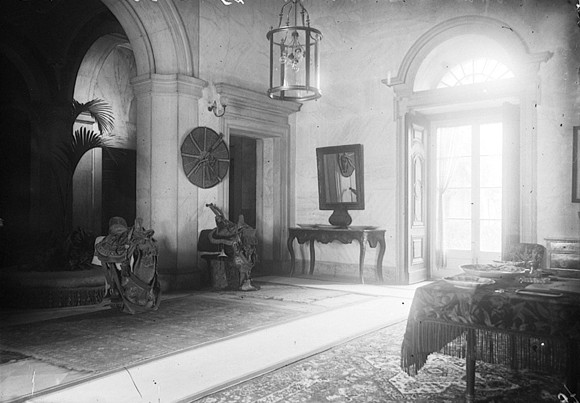
Lichtdurchfluteter Repräsentationsraum mit französischem Fenster (Französische Botschaft, Lissabon)

Französische Fenster wurden seit den 1920er Jahren und insbesondere in der Wiederaufbau-Architektur der 1950er Jahre wiederaufgegriffen.

Französische Fenster der 1920er und 1950er Jahre
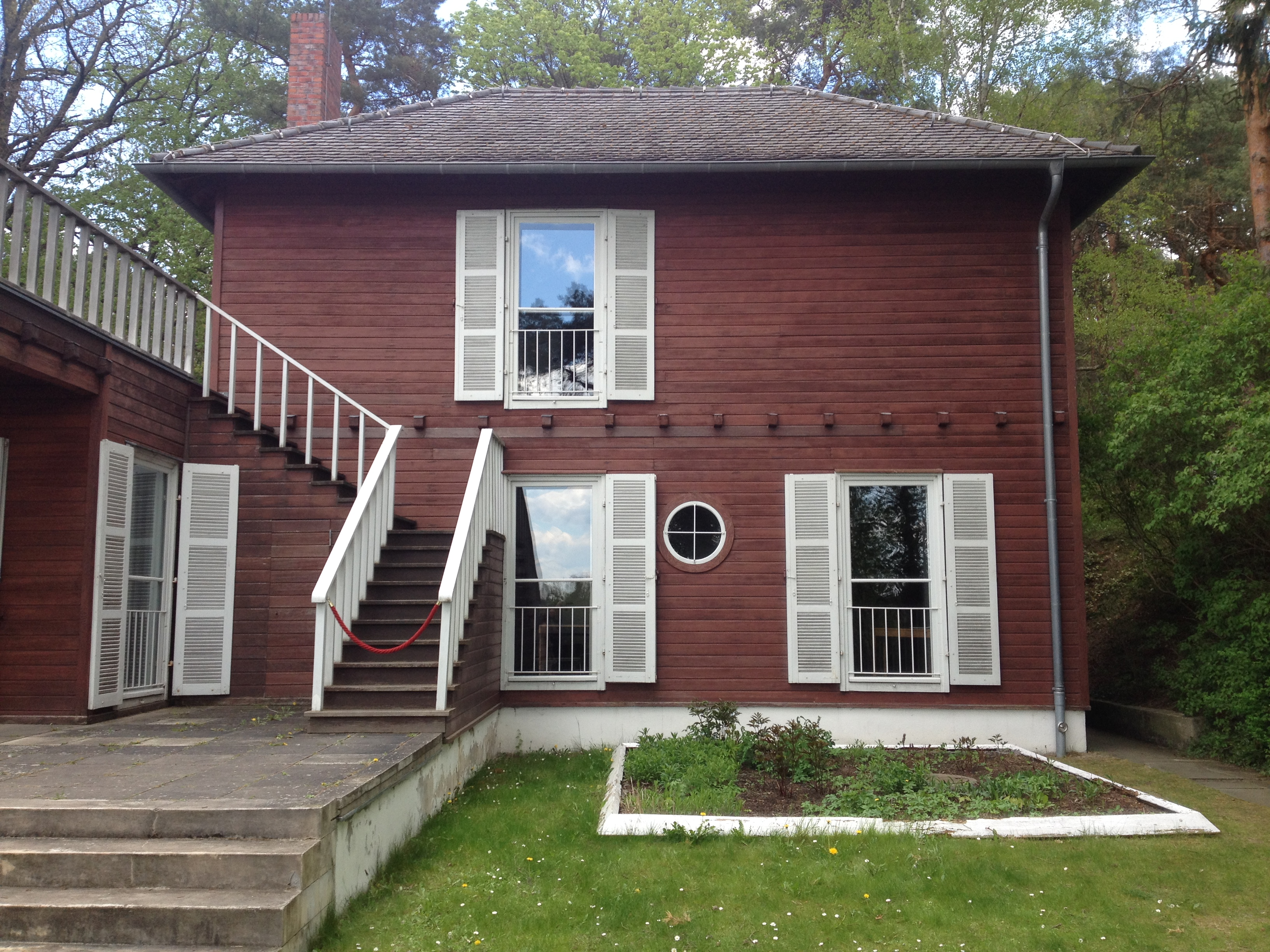
Vier französische Fenster (auch im Erdgeschoss) beim Einsteinhaus in Caputh (Architekt Konrad Wachsmann, 1929)
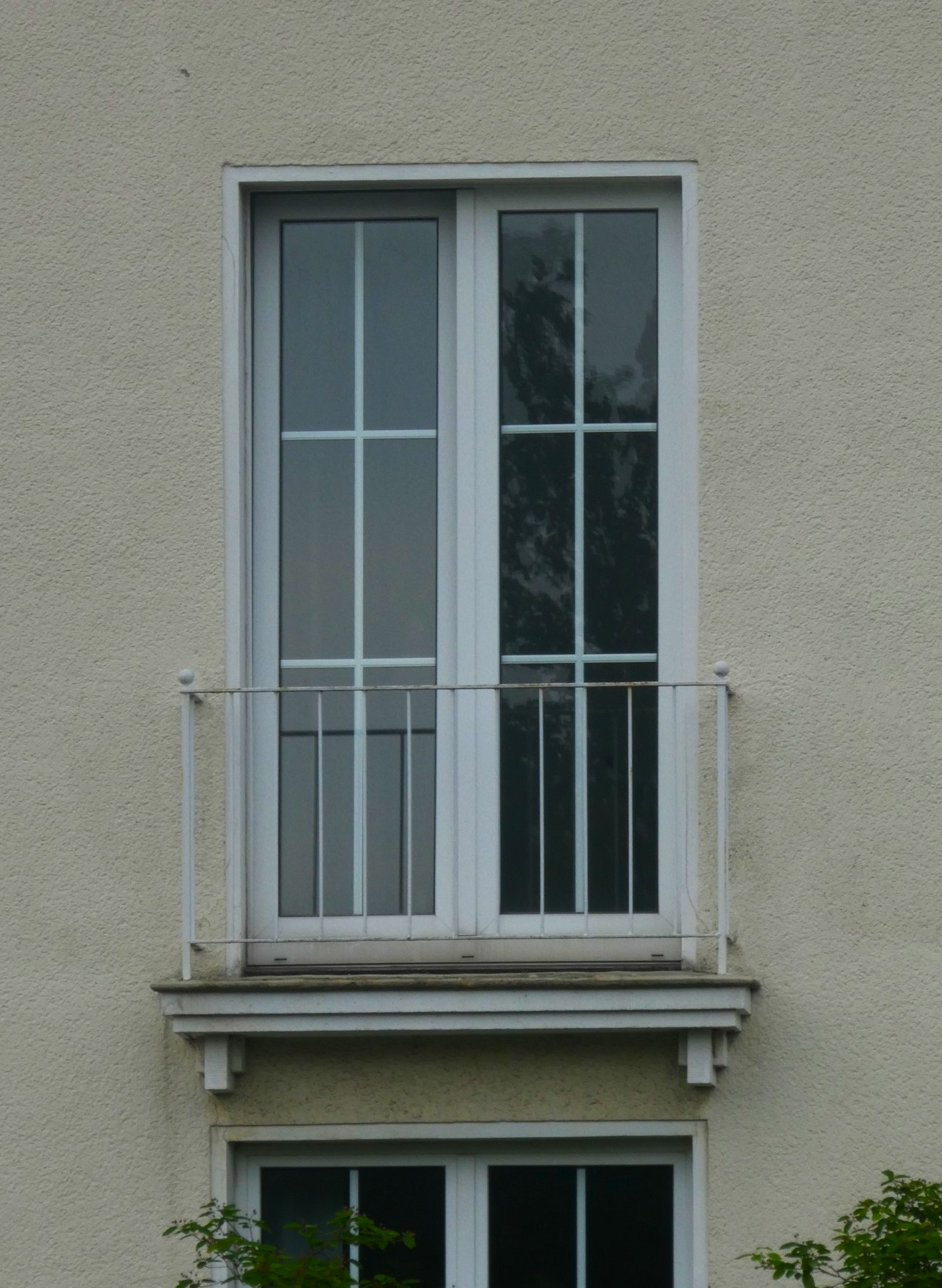
Französisches Fenster mit Eisenstab-Geländer (Hannover, 1950er Jahre)
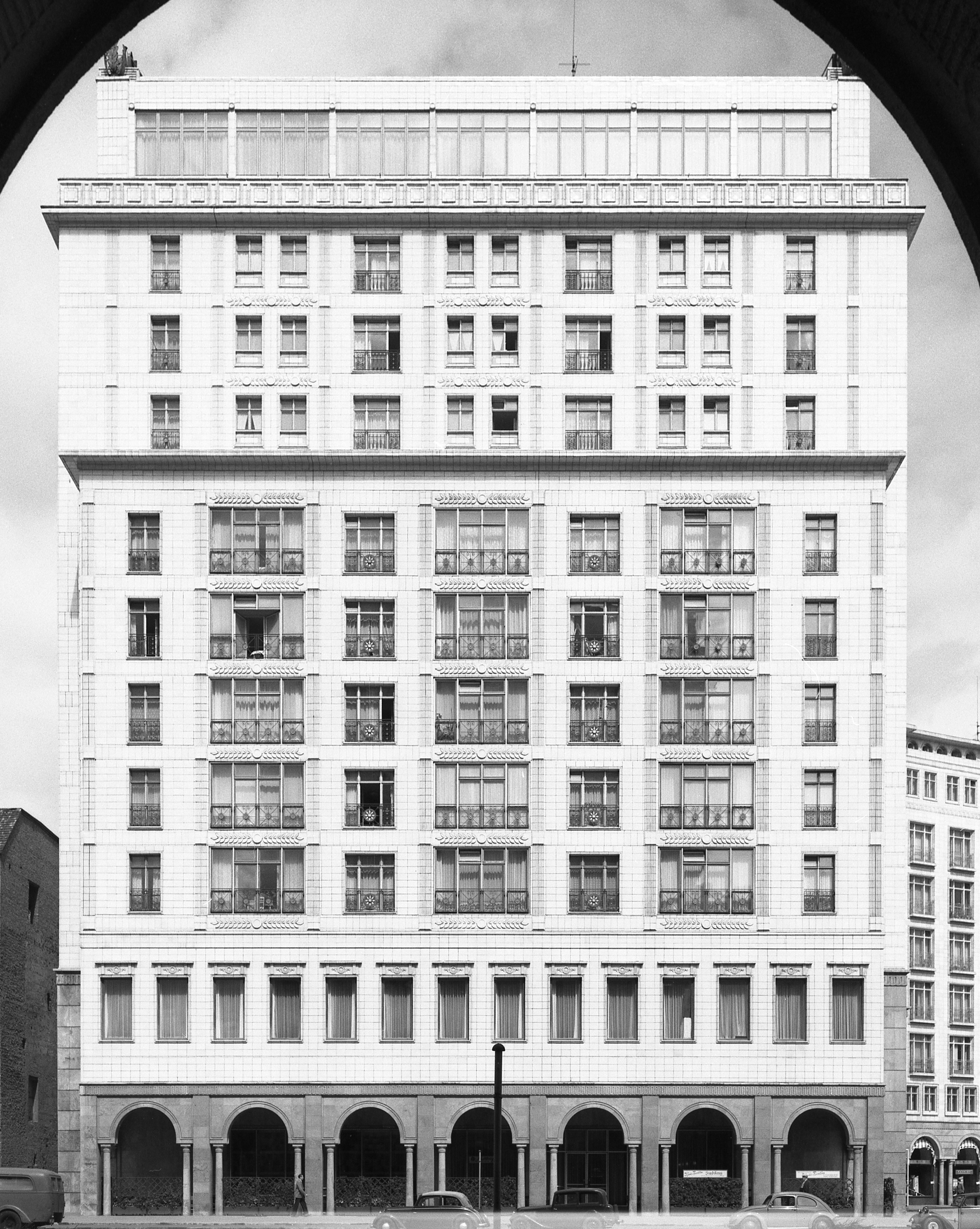
Französische Fenster mit eisernen Schmuckgeländern (Haus Berlin am Strausberger Platz, Berlin; Architekt Hermann Henselmann, 1957)
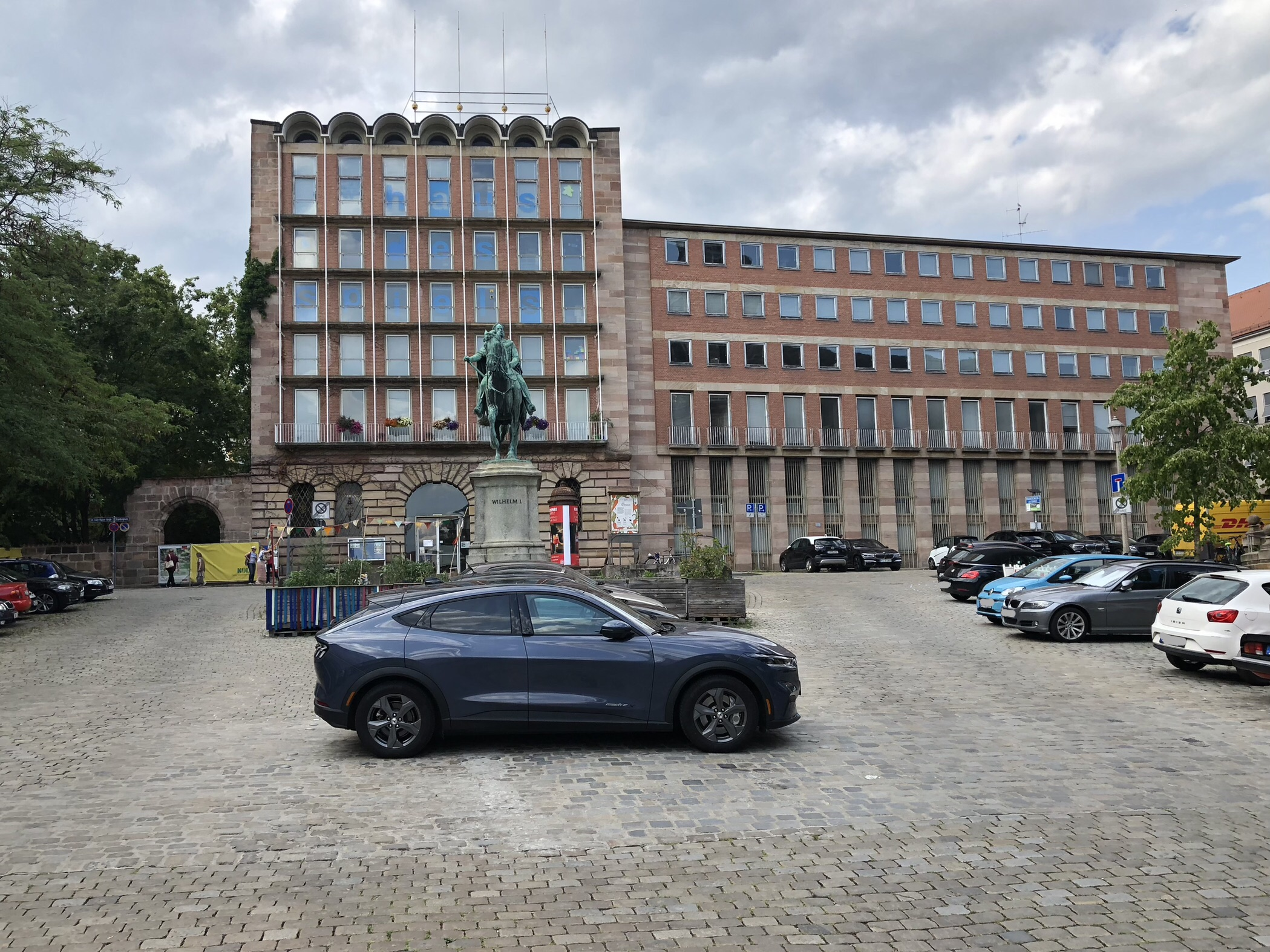
Französische Fenster mit Glasgeländer und Eisenstäbe-Geländer (Pellerhaus, Nürnberg; Architekt Fritz Meyer, 1955–1957)
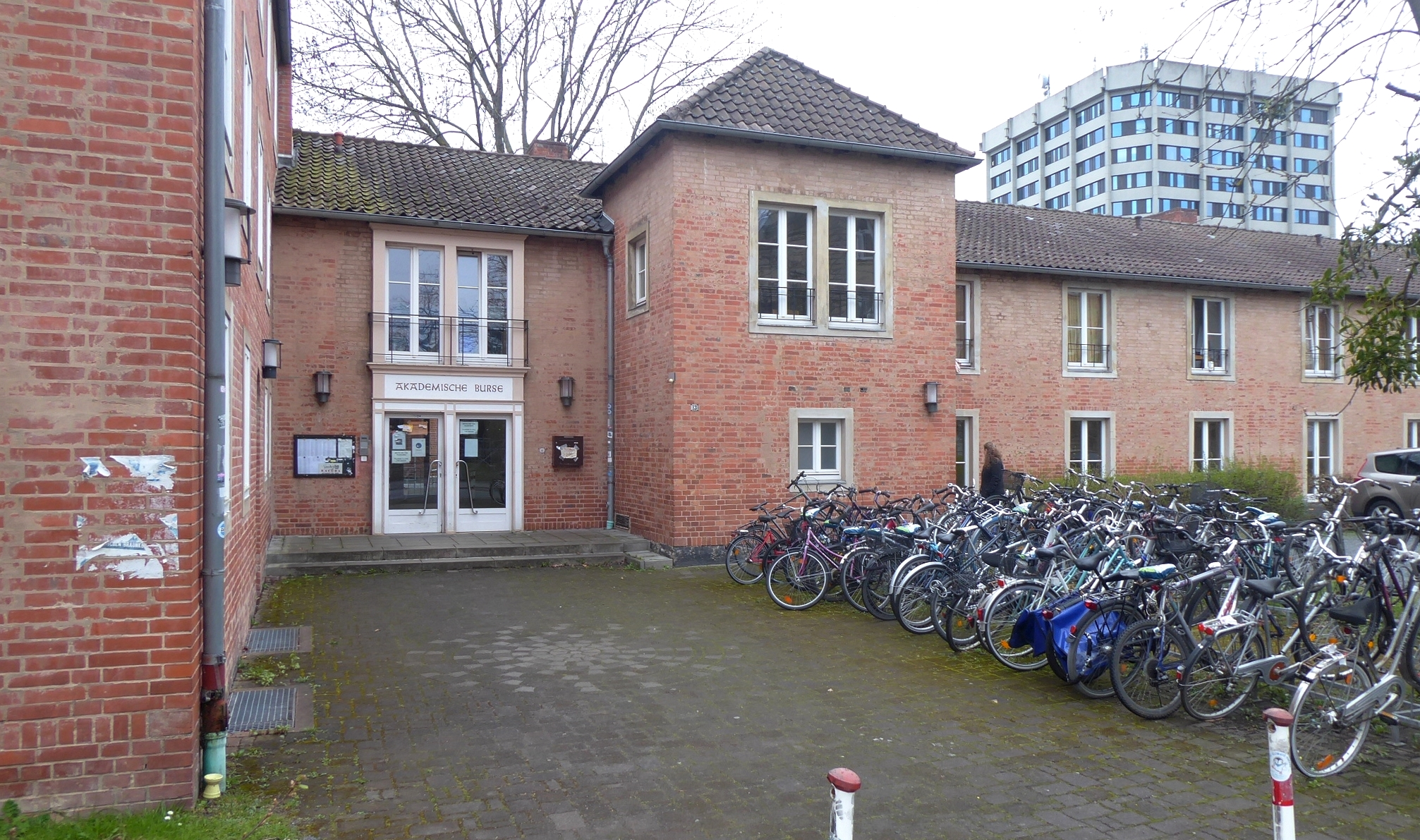
Französische Fenster mit Eisenstab-Geländern (Akademische Burse Göttingen, Goßlerstraße 13; Architekt Diez Brandi, 1951–1953[9])
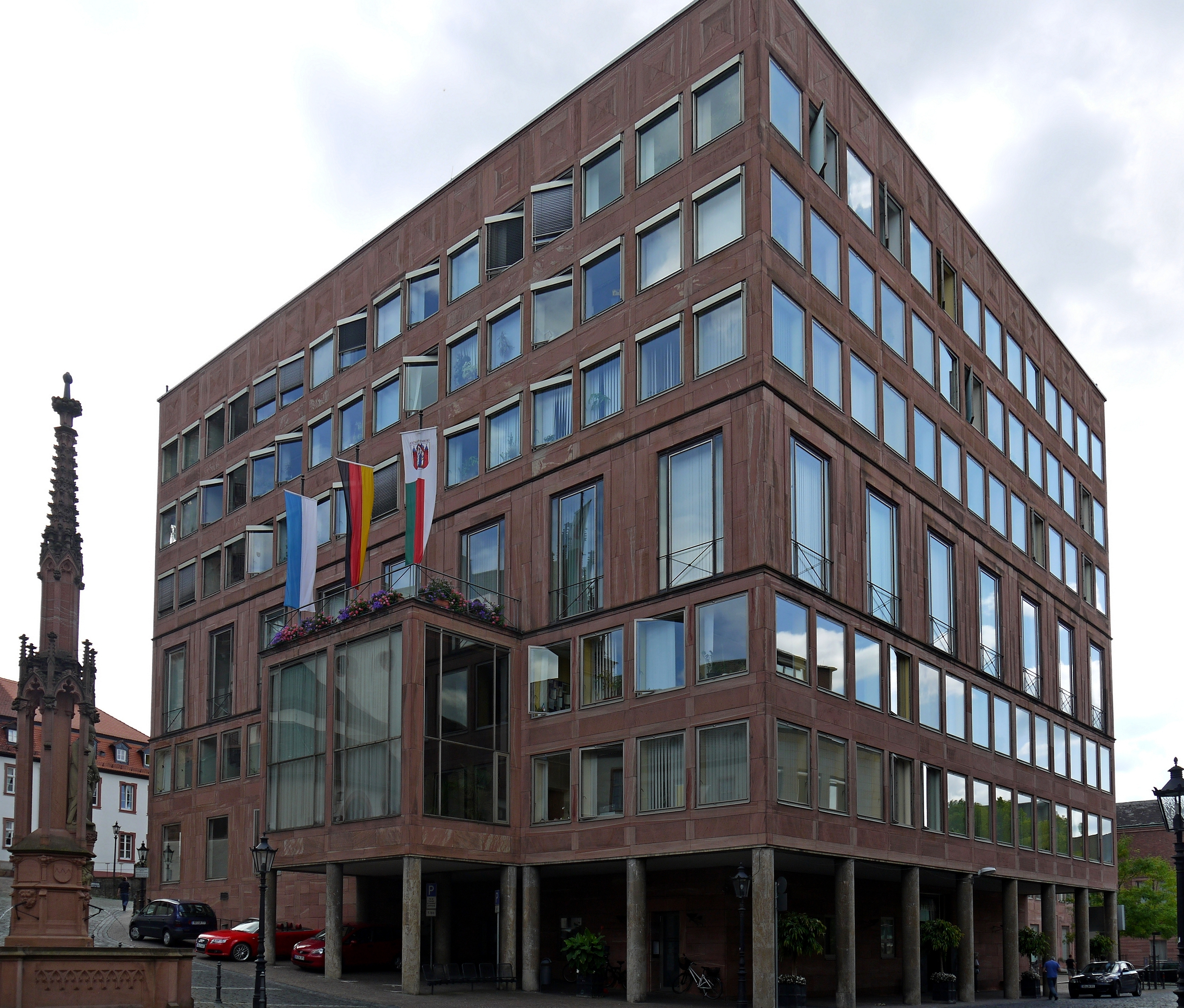
Französische Fenster mit Eisenstab-Geländern an einem repräsentativen Hauptgeschoss (Rathaus Aschaffenburg; Architekt Diez Brandi, 1956–1958[10])

Seit etwa den 1980er Jahren hat sich der Begriff des französischen Fensters und des französischen Balkons in der Immobilienwirtschaft erweitert und meint seitdem jede Art des bodentiefen Fensters, mit oder ohne Geländer.
Wenn moderne Geländer zum Einsatz kommen, hängen Material und Form von individuellen Gestaltungswünschen ab. So kommen heute verschiedene Materialien zum Einsatz, vor allem verzinkter oder farbig beschichteter Stahl und Sicherheitsglas. Holz oder Naturstein sind selten und werden eher für echte Balkone verwendet. Bestimmend für die Geländergestaltung sind auch Sicherheitsbedürfnisse und Sicherheitsanforderungen zur Absturzsicherung. Dies ist besonders wichtig, wenn sich Kinder oder Haustiere im Haushalt befinden. Dann kann das normalerweise nur hüfthohe Geländer höher ausfallen oder durch eine Zusatz-Handlauf ergänzt werden.

Auch bei modernen Kreuzfahrtschiffen kommen teils französische Fenster bzw. Balkone zum Einsatz. Gerade bei Flusskreuzfahrtschiffen dienen sie als Ersatz für echte Balkone, die aufgrund der geringen Breite des Schiffes nicht verbaut werden können.

Beispiele moderner französischer Fenster
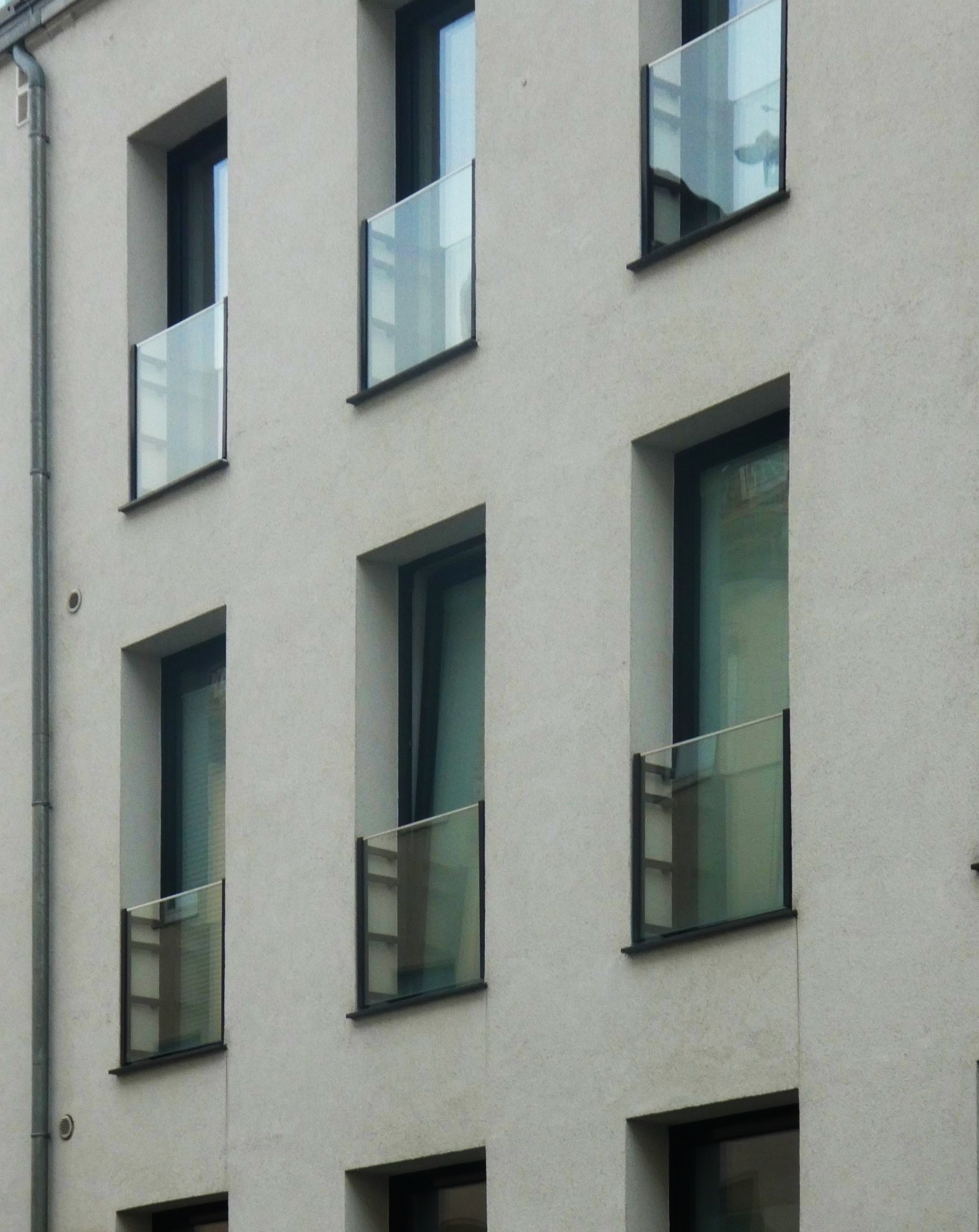
Moderne französisches Fenster mit Glasgeländern (Hannover)
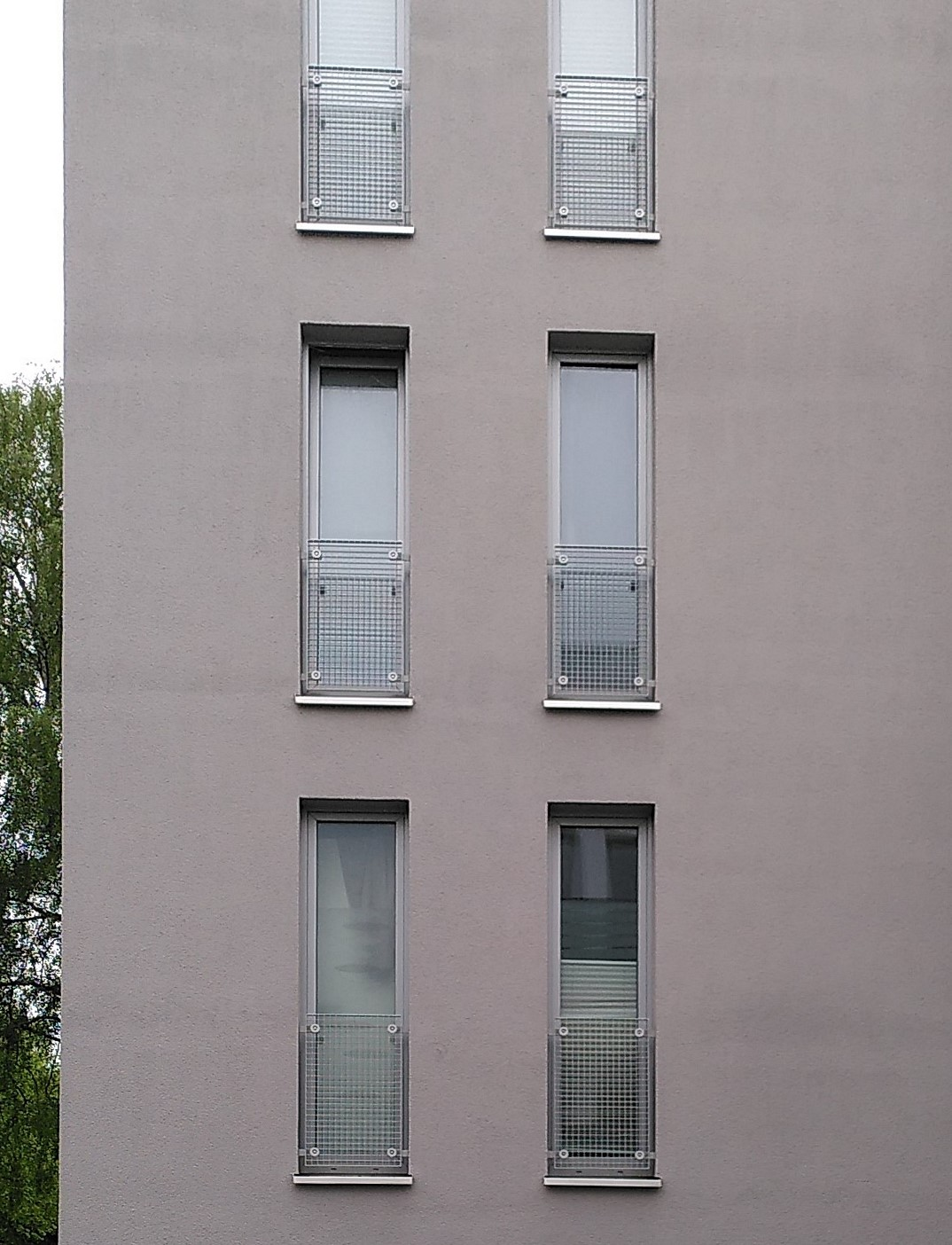
Moderne französische Fenster, hier mit Gitterrost-Geländern (Göttingen)
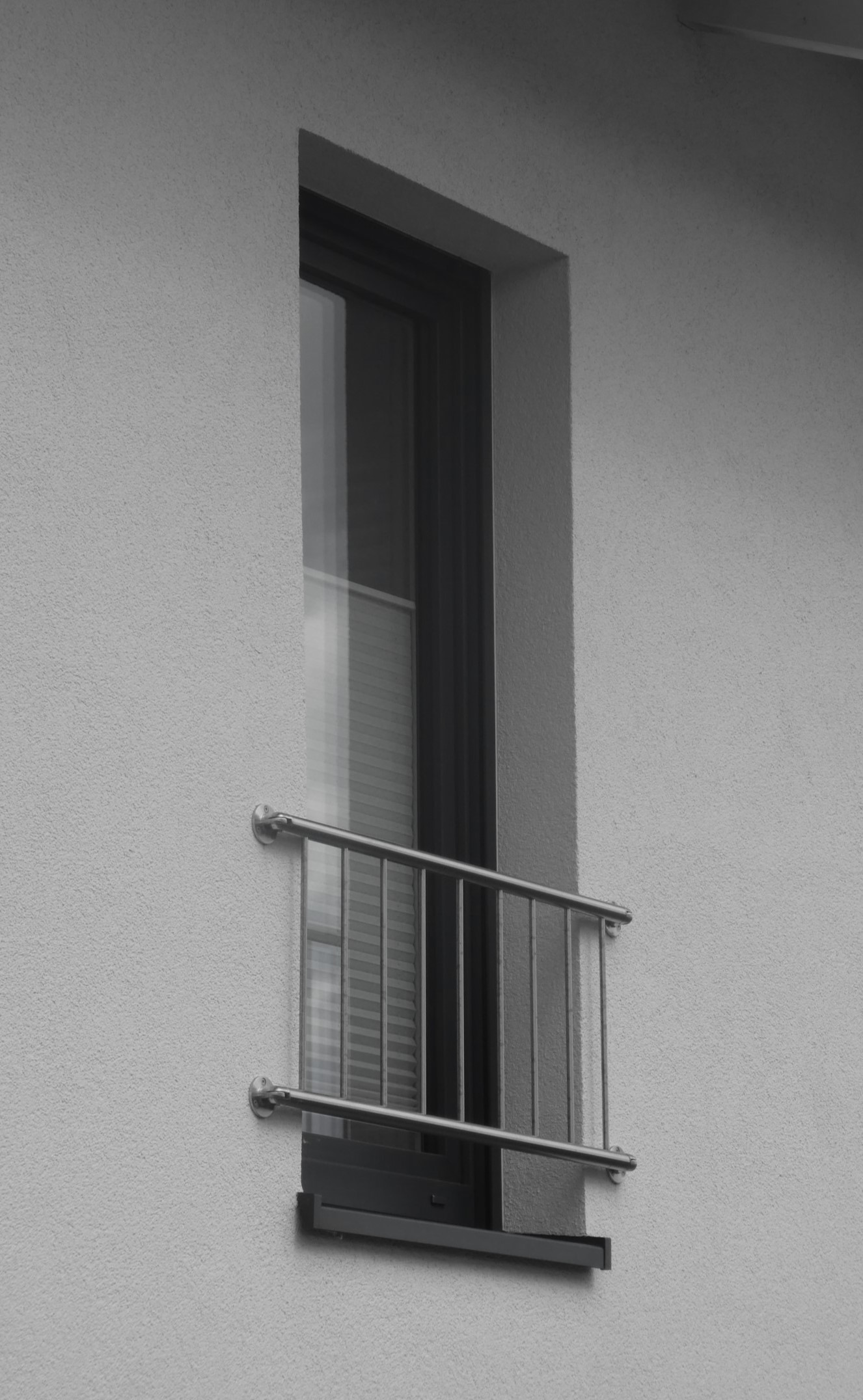
Modernes französisches Fenster mit Edelstahl-Gittergeländer (Northeim)
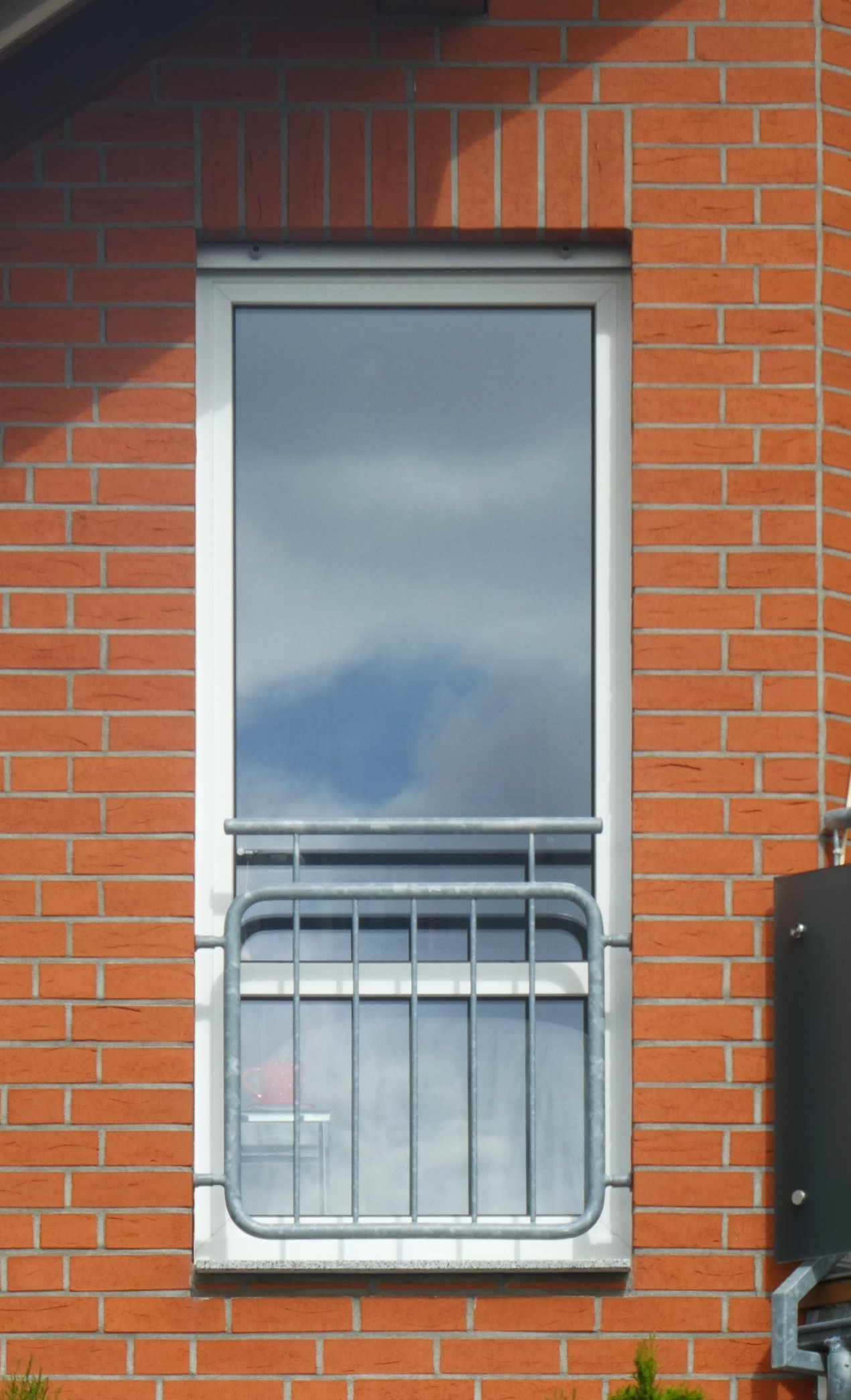
Modernes französisches Fenster mit verzinktem Stahl-Gittergeländer und Extra-Handlauf (Northeim)
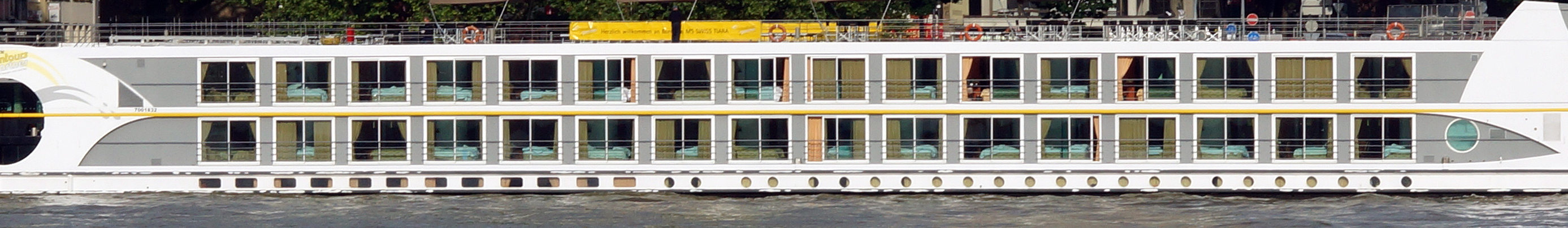
Französische Balkone der Kabinen auf dem Flusskreuzfahrtschiff Swiss Tiara